# Witali Michailowitsch Scholobow

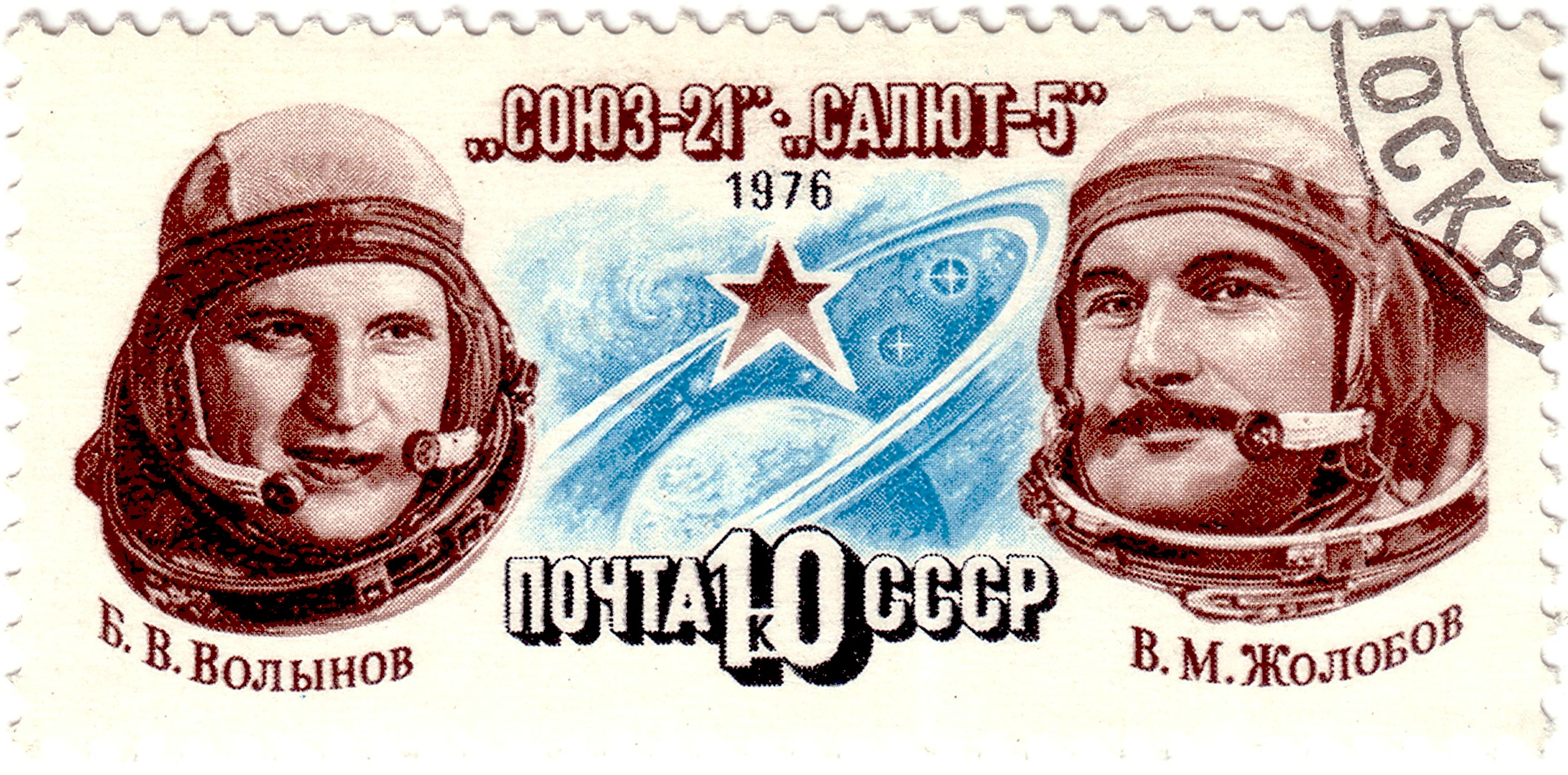
Witali Michailowitsch Scholobow (rechts)

Witali Michailowitsch Scholobow (russisch Виталий Михайлович Жолобов, wiss. Transliteration Vitalij Michajlovič Žolobov; * 18. Juni 1937 in Sburjewka, Oblast Cherson, Ukrainische SSR) ist ein ehemaliger sowjetischer Kosmonaut.

## Ausbildung
Scholobow studierte am Institut für Erdöl und Chemie in Baku und an der Militärpolitischen Akademie der Sowjetarmee „Wladimir Iljitsch Lenin“. Nach seiner Auswahl als Kosmonaut absolvierte er von 1963 bis 1965 seine Kosmonautengrundausbildung.

## Raumflüge
Witali Scholobow startete als Bordingenieur am 6. Juni 1976 mit Sojus 21 zur sowjetischen militärischen Raumstation Saljut 5 (ALMAZ 3). Dort führte er zusammen mit seinem Kommandanten Boris Wolynow zahlreiche Erdbeobachtungen sowie medizinische und biologische Experimente durch. Die Mission war kürzer als normal üblich und scheint verschiedene Gründe zu haben. Ein Grund war wahrscheinlich auch Scholobows starke Raumkrankheit.

## Nach dem Raumflug
Er war mit Tatjana I. Andrijez verheiratet und hatte zwei Töchter: Jelena W. (* 1962), die später den britischen Kosmonautenanwärter Timothy Mace heiratete und Anastasija W. (* 13. Mai 1982).